# Cordia obovata
Cordia obovata är en strävbladig växtart som beskrevs av Isaac Bayley Balfour. Cordia obovata ingår i släktet Cordia, och familjen strävbladiga växter. Inga underarter finns listade i Catalogue of Life.